# Поуль Нільсен
Нільс Поуль Нільсен (дан. Niels Poul Nielsen; 25 грудня 1891, Копенгаген, Данія — 9 серпня 1962, Копенгаген) — данський футболіст, нападник. Найкращий бомбардир збірної ХХ століття.

## Спортивна кар'єра
Виступав за команду КБ (Копенгаген). Шестиразовий чемпіон Данії.
За національну команду дебютував 5 травня 1910 року, в товариському матчі проти збірної Англії (перемога 2:1).
Входив до складу збірної на  Олімпіаді в Стокгольмі, де данці здобули срібні нагороди. Виходив на поле лише в півфінальному матчі, проти збірної Нідерландів (відзначився забитим голом і допоміг команді здобути перемогу з рахунком 4:1). У вирішальному матчі, його партнери, програли британцям з рахунком 2:4.
5 жовтня 1913 року, у грі з шведами, забив шість м'ячів (остаточний рахунок — 10:0). Одного разу забив п'ять голів, двічі — по чотири. 
Всього за збірну він провів 38 матчів. До 2010 року був одноосібним рекордсменом національної команди за кількістю забитих голів — 52 (таку ж кількість голів забив і Йон-Даль Томассон).

## Досягнення
- Срібний олімпійський призер: 1912
- Чемпіонат Данії

Чемпіон (6)ː 1913, 1914, 1917, 1918, 1922, 1925

## Статистика
Статистика виступів у збірній:
| Рік    | Ігри | Голи |
| ------ | ---- | ---- |
| 1910   | 1    | 0    |
| 1911   | 1    | 0    |
| 1912   | 1    | 1    |
| 1913   | 3    | 11   |
| 1914   | 2    | 4    |
| 1915   | 3    | 5    |
| 1916   | 3    | 6    |
| 1917   | 3    | 5    |
| 1918   | 1    | 1    |
| 1919   | 4    | 7    |
| 1921   | 2    | 3    |
| 1922   | 5    | 3    |
| 1923   | 3    | 0    |
| 1924   | 3    | 4    |
| 1925   | 3    | 2    |
| Всього | 38   | 52   |